# James Coco
James Emil Coco (ur. 21 marca 1930 w Nowym Jorku zm. 25 lutego 1987 tamże) – amerykański aktor. Zdobywca nagrody Emmy w roku 1983. Był dwukrotnie nominowany do nagrody Złotego Globu i raz do Oscara. Zmarł na zawał serca w wieku 56 lat.

## Wybrana filmografia
- 1989: Dzieci z miasteczka Stepford jako Pan Jamison
- 1987: Hunk jako dr D
- 1984: Muppety na Manhattanie jako Pan Skeffington
- 1981: Tylko gdy się śmieję jako Jimm
- 1980: Pamiętnik Anny Frank jako Van Daan
- 1978: Tani detektyw jako Marcel
- 1976: Zabity na śmierć jako Milo Perier
- 1972: Człowiek z La Manchy jako Sancho Panza
- 1970: Powiedz, że mnie kochasz, Junie Moon jako Mario
- 1969: Generation jako Pan Blatto
- 1964: Ensign Pulver jako Skouras